# (hed)p.e./Diskografie
Diese Diskografie ist eine Übersicht über die musikalischen Werke der US-amerikanischen Nu Metal/Crossover-Band (hed)p.e..

## Alben

### Studioalben
| Jahr | Titel             | Höchstplatzierung, Gesamtwochen, AuszeichnungChartplatzierungen (Jahr, Titel, Platzierungen, Wochen, Auszeichnungen, Anmerkungen) | Höchstplatzierung, Gesamtwochen, AuszeichnungChartplatzierungen (Jahr, Titel, Platzierungen, Wochen, Auszeichnungen, Anmerkungen) | Anmerkungen                                             |
| Jahr | Titel             | UK | US | Anmerkungen                                             |
| ---- | ----------------- | --- | --- | ------------------------------------------------------- |
| 1997 | (hed) pe          | — | — | Erstveröffentlichung am 12. August 1997 Jive Records    |
| 2000 | Broke             | UK73 (1 Wo.)UK | US63 (8 Wo.)US | Erstveröffentlichung am 22. August 2000 Jive Records    |
| 2003 | Blackout          | — | US33 (6 Wo.)US | Erstveröffentlichung am 18. März 2003 Jive Records      |
| 2004 | Only in Amerika   | — | US186 (1 Wo.)US | Erstveröffentlichung am 19. Oktober 2004 Koch Records   |
| 2006 | Back 2 Base X     | — | US154 (1 Wo.)US | Erstveröffentlichung am 6. Juni 2006 Suburban Noize     |
| 2007 | Insomnia          | — | US138 (1 Wo.)US | Erstveröffentlichung am 17. Juli 2007 Suburban Noize    |
| 2009 | New World Orphans | — | US72 (2 Wo.)US | Erstveröffentlichung am 13. Januar 2009 Suburban Noize  |
| 2010 | Truth Rising      | — | US98 (1 Wo.)US | Erstveröffentlichung am 26. Oktober 2010 Suburban Noize |
| 2014 | Evolution         | — | US105 (1 Wo.)US | Erstveröffentlichung am 22. Juli 2014 Pavement          |
| 2016 | Forever!          | — | — | Erstveröffentlichung am 22. Juli 2016 Pavement          |
| 2019 | Stampede          | — | — | Erstveröffentlichung am 21. Juni 2019 Suburban Noize    |
| 2020 | Class of 2020     | — | — | Erstveröffentlichung am 21. August 2020 Suburban Noize  |

Weitere Alben
- 1995: Church of Realities (Eigenproduktion, als Hed)

### Livealben
- 2008: The DIY Guys (Suburban Noize Records)

### Kompilationen
- 2006: The Best of (Hed) Planet Earth (Legacy)
- 2010: Major Pain 2 Indee Freedom (Suburban Noize Records)
- 2013: The Best of (hed) pe (Suburban Noize Records)
- 2016: Various selected by (həd) p.e.* – Family Fresh (Pavement Music)

### EPs
- 1994: (Hed)8 Track (EP) (Eigenproduktion)
- 1997: Serpent Boy (Jive Records)
- 2004: Only in Amerika EP (Koch Records)
- 2009: (truth) ep (Suburban Noize Records)

## Singles
- 1997: Ground (Jive Records)
- 1998: Serpent Boy (Jive Records)
- 1998: The Meadow (Special Like You) (Jive Records)
- 2000: Music from Broke (Jive Records)
- 2000: Bartender (Jive Records)
- 2000: Killing Time (Jive Records)
- 2002: Blackout (Jive Records)
- 2003: Other Side (Jive Records)
- 2005: Represent (Koch Records)
- 2006: Get Ready (Suburban Noize Records)
- 2006: Beware Do We Go (Suburban Noize Records)
- 2007: Suffa (Suburban Noize Records)
- 2007: Comeova2nite (feat. Roscoe, Suburban Noize Records)
- 2009: Here and Now (Suburban Noize Records)
- 2010: No Rest 4 da Wicked (Suburban Noize Records)
- 2010: Stand Up (feat. Lajon Witherspoon, Suburban Noize Records)

## Musikvideos
| Jahr | Titel                  | Regisseur(e)                  |
| ---- | ---------------------- | ----------------------------- |
| 1996 | Serpent Boy            | Raul Cobb                     |
| 1997 | Ground                 | Ghetto Fabulous               |
| 2000 | Bartender              | Marc Klasfeld                 |
| 2001 | Killing Time           | Demian Rami Lichteinstein     |
| 2001 | The Meadow             | Chizad                        |
| 2003 | Blackout               | VEM & Tony                    |
| 2005 | Represent              | Dale Resteghini               |
| 2006 | Get Ready              | Subnoize                      |
| 2007 | Suffa                  | Devin DeHaven                 |
| 2008 | Ordo (Ab Chao)         | Devin DeHaven                 |
| 2008 | Renegade               | Chad Archibald, Philip Carrer |
| 2009 | Here and Now           | Dale Resteghini               |
| 2010 | No Rest for the Wicked | Joey Nugent                   |
| 2011 | Truth Rising           | Joey Nugent                   |
| 2011 | It’s All Over          | Joey Nugent                   |
| 2016 | Pay Ne                 | Eric Richter                  |

## Sonderveröffentlichungen
| Jahr | Titel Album                                                         | Anmerkungen                 |
| ---- | ------------------------------------------------------------------- | --------------------------- |
| 2000 | I Kno Where You At Strait Up                                        | Album von Snot              |
| 2007 | Weak Shitz Out Independents Day                                     | Album von Twiztid           |
| 2008 | I Am Everything Killer                                              | Album von Tech N9ne         |
| 2010 | 4Smokazonly Greatest Hits With My Buds                              | Album von Potluck           |
| 2015 | 1 More Body Krown Power                                             | Album von Kottonmouth Kings |
| 2015 | Keep It Moving Kottonmouth Kings – High Standards and Greatest Hits | Album von Kottonmouth Kings |
| 2016 | Mass Hysteria Multikill                                             | Album von Sodoma Gomora     |
| 2018 | Rise Decorum                                                        | Album von Enemo J           |

| Jahr | Titel Album                                                                          | Anmerkungen                                  |
| ---- | ------------------------------------------------------------------------------------ | -------------------------------------------- |
| 1998 | Serpent Boy (Radio Edit) Dee Snider’s Strangeland Original Motion Picture Soundtrack | Radio Edit                                   |
| 2000 | Sabbra Cadabra Nativity in Black II: A Tribute to Black Sabbath                      | Original: Black Sabbath                      |
| 2000 | Waiting to Die Tattoo the Earth: First Crusade                                       | CD-Sampler zu einer Konzerttour mit Slipknot |
| 2000 | Swan Dive Dracula 2000                                                               | Soundtrack                                   |
| 2002 | Crosstown Traffic NASCAR on Fox: Crank It Up                                         | Original: Jimi Hendrix                       |

## Statistik

### Chartauswertung
|                     | UK    | US    |
| ------------------- | ----- | ----- |
| Nummer-eins-Alben   | UK—UK | US—US |
| Top-10-Alben        | UK—UK | US—US |
| Alben in den Charts | UK1UK | US8US |